# Donerail
Donerail (Lexington 1910 - ...) è stato un cavallo da corsa di razza purosangue inglese, celebre per aver vinto il Kentucky Derby nel 1913 partendo da assoluto sfavorito (underdog).

## Pedigree
Figlio di McGee e Algie M, Donerail nacque e venne allevato nella fattoria di Thomas P. Hayes nel Kentucky. La sua nascita creò diverse aspettative, in quanto McGee era stato l'unico puledro generato dal purosangue inglese White Knight e queste non vennero disattese in quanto, oltre a Donerail, anche un altro dei suoi figli, Exterminator, fu un campione.
| McGee (1900)   | White Knight (1895) | - Sir Hugo (1889) - Whitelock (1881)   |
| McGee (1900)   | Remorse (1876)      | - Hermit (1864) - Vex (1865)           |
| Algie M (1898) | Hanover (1884)      | - Hindoo (1878) - Bourbon Belle (1869) |
| Algie M (1898) | Johnetta (1890)     | - Bramble (1875) - Guildean (1879)     |

## Corse

### Gli inizi
Donerail vinse la sua prima gara il 9 settembre 1912 al suo esordio assoluto, ma poi riuscì a vincere una sola delle successive nove corse a cui partecipò all'età di due anni. Entrato nel terzo anno di vita vinse subito un'altra gara, ma poi i risultati ottenuti non furono all'altezza delle aspettative.

### Il Kentucky Derby
Nel 1913, man mano che si avvicinava la data del Kentucky Derby, i risultati di Donerail parvero così declinanti che persino il suo proprietario/allenatore pensò di non farlo partecipare, invitando il fantino Roscoe Goose a considerare l'opportunità di gareggiare con un altro cavallo della sua scuderia, ma questi decise di non cambiare. Quattro giorni prima del derby Donerail prese parte ad una corsa a Lexington giungendo solamente quarto, di conseguenza al momento della partecipazione al 39º Kentucky Derby nessuno degli addetti ai lavori lo considerava uno dei possibili vincitori, tanto che i bookmakers lo quotarono 91 a 1 (ovvero pagavano in caso di vittoria 91 volte la posta scommessa); solo uno degli altri otto partecipanti alla corsa aveva una quotazione più alta della sua. I due purosangue favoriti per il titolo erano Ten Point (quotato 1,20 a 1), che era in ottima forma essendosi imposto su cavalli più esperti nelle ultime gare disputate, e Foundation (2,30 a 1), beniamino del pubblico di casa e fresco vincitore della Blue Grass Stakes con ben 5 lunghezze di vantaggio proprio su Donerail; a chiudere il terzetto dei probabili piazzati c'era Yankee Notions (4,90 a 1).
Al momento della partenza Donerail rimase subito attardato, mentre il grande favorito Ten Point prese immediatamente la testa del gruppo e iniziò a scandire l'andatura. La corsa si svolse per tre quarti di gara come tutti si aspettavano: il cavallo più atteso in testa con un tempo da record e dietro tutti gli altri a sfidarsi per i piazzamenti. Quando i cavalli si presentarono sul rettilineo finale la situazione era immutata, Ten Point era ancora davanti mentre Donerail occupava la quinta posizione, ma a quel punto successe l'imprevedibile: il fantino Roscoe Goose, che fino a quel momento aveva trattenuto la sua cavalcatura, sciolse le briglie e così il cavallo che nessuno si aspettava accelerò sfilando ad uno ad uno tutti i concorrenti e tagliò per primo il traguardo, bruciando di appena mezza distanza il favoritissimo Ten Point. Donerail chiuse la sua gara col tempo di 2:04.80, stabilendo il nuovo record della corsa. Il pubblico, inizialmente schierato per Foundation, accolse comunque con entusiasmo la sua vittoria in quanto cavallo nato in Kentucky, per di più montato da un fantino originario di Louisville.
La vittoria di Donerail è considerata ancora oggi, nonostante sia passato oltre un secolo, la più sorprendente vittoria del Kentucky Derby, la più prestigiosa corsa ippica statunitense, in quanto nessun altro cavallo è mai riuscito a vincere partendo da una quota così alta.

### Altre gare
Nel resto della sua carriera Donerail vinse solamente sette delle quarantotto gare disputate. Va tuttavia sottolineato che in carriera arrivò a piazzamento, cioè nei primi tre posti ovvero quelli che garantivano premi in denaro, in metà delle sessantadue gare totali disputate.

## Record
| Anno   | Corse | Primo | Secondo | Terzo | Premi   |
| ------ | ----- | ----- | ------- | ----- | ------- |
| 1912   | 10    | 2     | 0       | 3     | 1025 $  |
| 1913   | 15    | 3     | 3       | 2     | 8588 $  |
| 1914   | 28    | 5     | 5       | 5     | 5180 $  |
| 1916   | 8     | 0     | 3       | 0     | 363 $   |
| 1918   | 1     | 0     | 0       | 0     | 0 $     |
| TOTALE | 62    | 10    | 11      | 10    | 15156 $ |